# 凤仙花科内丝白粉菌
凤仙花科内丝白粉菌（学名：Leveillula balsaminacearum）是属于白粉菌目白粉菌科内丝白粉菌属的一种真菌，寄生在凤仙花上。该种分布于中国、俄罗斯。